# Urera gravenreuthii
Urera gravenreuthii är en nässelväxtart som beskrevs av Adolf Engler. Urera gravenreuthii ingår i släktet Urera och familjen nässelväxter. Inga underarter finns listade i Catalogue of Life.